# Liste de philosophes du langage
La liste des philosophes du langage est non exhaustive et regroupe les philosophes ayant été ou étant du mouvement de la philosophie du langage.
- Pierre Abélard
- Virgil Aldrich (en)
- William Alston
- G. E. M. Anscombe
- Karl-Otto Apel
- Aristote
- J. L. Austin
- Alfred Jules Ayer
- Jody Azzouni
- Joxe Azurmendi
- Kent Bach (en)
- Ingeborg Bachmann
- Archie J. Bahm (en)
- Yehoshua Bar-Hillel
- Walter Benjamin
- Jonathan Bennett
- Henri Bergson
- Max Black
- Paul Boghossian
- Andrea Bonomì (en)
- Jacques Bouveresse
- Francis Herbert Bradley
- Robert Brandom
- Rudolf Carnap
- Hector-Neri Castañeda (en)
- Stanley Cavell
- Cheung Kam Ching (en)
- Nino Cocchiarella
- James F. Conant
- Donald Davidson
- Arda Denkel (en)
- Michael Devitt (en)
- Keith Donnellan
- William C. Dowling (en)
- César Chesneau Dumarsais
- Michael Dummett
- David Efird (en)
- S. Morris Engel (en)
- John Etchemendy
- Gareth Evans
- Kit Fine
- Dagfinn Føllesdal (en)
- Gottlob Frege
- Marilyn Frye
- Robert Maximilian de Gaynesford (en)
- Peter Geach
- Alexander George (en)
- Allan Gibbard
- Gongsun Long
- Nelson Goodman
- Paul Grice
- Jeroen Groenendijk (en)
- Samuel Guttenplan (en)
- Þorsteinn Gylfason (en)
- Susan Haack
- Jürgen Habermas
- Peter Hacker
- Ian Hacking
- Axel Hägerström
- Bob Hale (en)
- Oswald Hanfling
- Gilbert Harman (en)
- John Hawthorne (en)
- Jaakko Hintikka
- William Hirstein (en)
- Richard Hönigswald (en)
- Jennifer Hornsby (en)
- Paul Horwich (en)
- Wilhelm von Humboldt
- David Kaplan
- Jerrold Katz
- Saul Kripke
- Mark Lance (en)
- Stephen Laurence (en)
- Ernest Lepore
- David Kellogg Lewis
- John Locke
- Paul Lorenzen
- William Lycan (en)
- John McDowell
- Colin McGinn
- Merab Mamardashvili
- Ruth Barcan Marcus
- Maurice Merleau-Ponty
- John Stuart Mill
- Ruth Millikan
- Richard Montague
- Charles W. Morris
- Adam Morton (en)
- Stephen Neale
- Guillaume d'Ockham
- William Crathorn (en)
- Jesús Padilla Gálvez
- Peter Pagin (en)
- Charles Sanders Peirce
- Carlo Penco (en)
- John Perry
- Platon
- Hilary Putnam
- Willard Van Orman Quine
- Adolf Reinach
- Denise Riley
- Richard Rorty
- Roscellinus
- Jay Rosenberg (en)
- Bertrand Russell
- Gilbert Ryle
- Robert Rynasiewicz (en)
- Mark Sainsbury
- Nathan Salmon
- Stephen Schiffer (en)
- Duns Scot
- John Searle
- Brian Skyrms (en)
- Quentin Smith (en)
- Scott Soames (en)
- David Sosa
- Robert Stalnaker (en)
- Jason Stanley (en)
- Stephen Yablo
- P. F. Strawson
- Alfred Tarski
- Kenneth Allen Taylor
- Ernst Tugendhat
- Zeno Vendler (en)
- Vācaspati Miśra
- Friedrich Waismann
- Brian Weatherson (en)
- Michael Williams
- Timothy Williamson
- John Wisdom
- Ludwig Wittgenstein
- Crispin Wright
- Georg Henrik von Wright
- Edward N. Zalta
- Eddy Zemach
- Paul Ziff (en)